# Place de Hercé
La place de Hercé est une place de Laval; une autre place de Hercé se situe à Mayenne (commune) berceau de la famille de Hercé. 

## Situation et accès
Elle se trouve en bordure sud du centre-ville et c'est un important lieu de stationnement automobile. 
La rangée d'immeubles qui se trouve à l'est de la place est dénommée « rue du Douanier-Rousseau », mais celle-ci n'est pas une rue à proprement parler puisqu'elle ne compte qu'un côté construit. Pareillement, le sud de la place est appelé « rue de la Halle-aux-Toiles ». Enfin, la place de Hercé est isolée de la place du Gast par la bibliothèque.

## Origine du nom
Elle porte le nom de Jean-François de Hercé, le maire qui est à l'origine de son aménagement. Les Hercé y possédaient un hôtel particulier.

## Historique
La place a été créée après la Révolution française. Auparavant, le site, appelé « Montmartin », était occupé par un prieuré de Bénédictines fondé en 1621. Ce prieuré est fermé en 1793 puis sert de tribunal et de prison avant d'être entièrement détruit.
La place de Hercé, aménagée à l'emplacement du prieuré, est déjà bordée de quelques édifices, notamment des hôtels particuliers construits pendant la deuxième moitié du XVIIIe siècle, et la halle aux toiles. Cette dernière, élevée en 1731, est transformée en Galeries de l'Industrie en 1852, afin d'accueillir les expositions de la Société de l'Industrie de la Mayenne.
Plusieurs nouveaux hôtels particuliers sont installés autour de la place au cours de la première moitié du XIXe siècle.
La fonction événementielle de la place de Hercé, née avec la halle aux toiles et poursuivie par les Galeries de l'Industrie, est confirmée en 1901 lorsqu'un pavillon de l'Exposition universelle de 1900 y est installé. Celui-ci, initialement construit sur l'esplanade des Invalides, servait de « Palais de la décoration et du Mobilier » pendant l'exposition. Il est démonté puis vendu en lot aux villes de province. Laval souhaite alors rénover les Galeries de l'Industrie, mais le chantier coûte trop cher et la ville décide donc d'acquérir une partie du pavillon parisien.
Laval achète le hall central et ses galeries latérales ainsi que deux pavillons adjacents. La ville doit refaire les couvertures en verre et en bois, qui avaient été seulement louées pour l'exposition universelle. Des façades sont ajoutées et l'ensemble, baptisé « Palais de l'Industrie », est inauguré en 1902.
Le Palais de l'Industrie est détruit en 1976 pour construire à la place la nouvelle salle polyvalente. L'ancienne halle aux toiles fait quant à elle place à la bibliothèque Albert Legendre.

## Bâtiments remarquables et lieux de mémoire

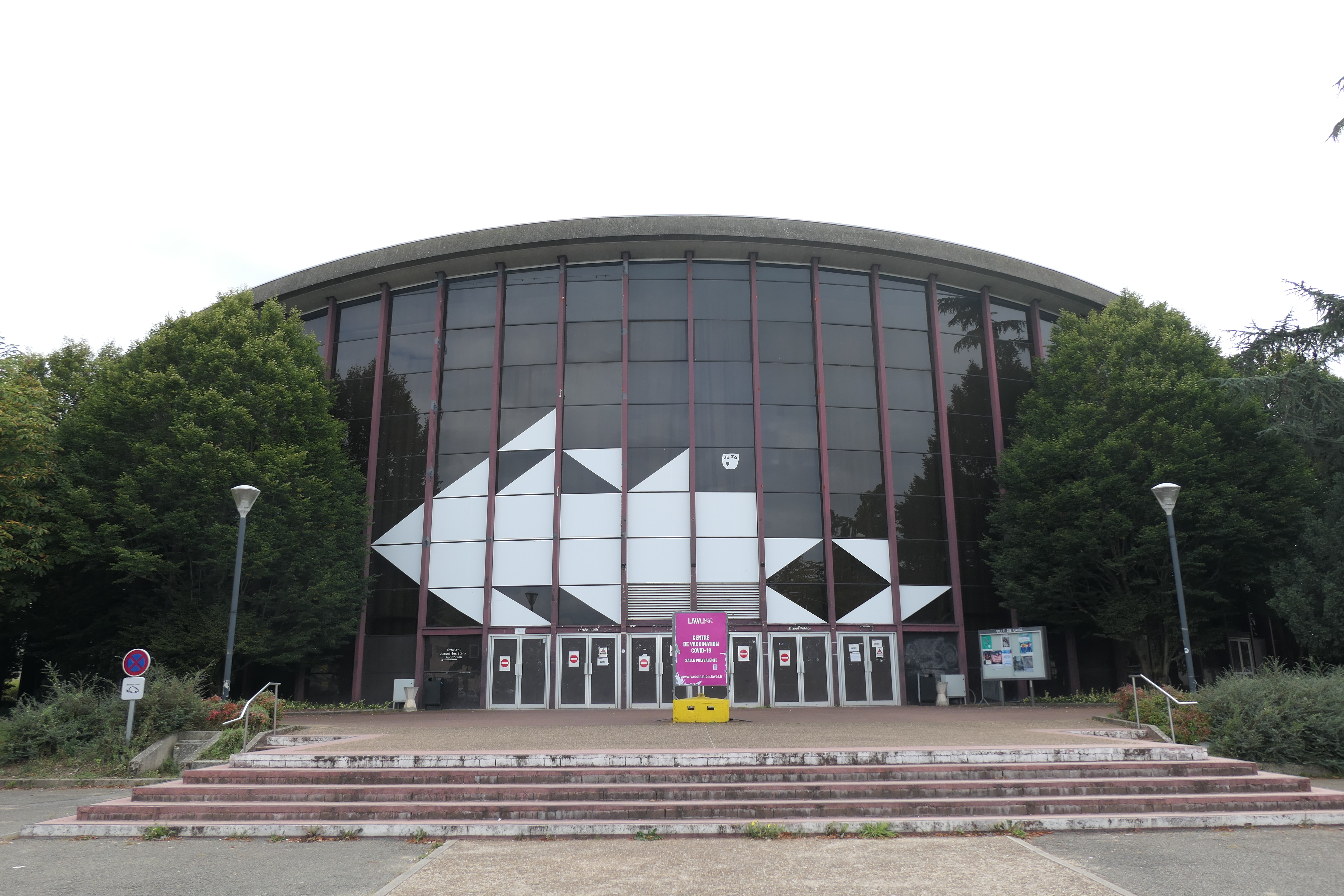
Façade nord de la salle polyvalente.

- La salle polyvalente, construite en 1976, qui sert aux expositions, réunions, concerts...
- Le Musée des Sciences de Laval.
- L'espace Alain Gerbault, installé dans sa maison natale.
- Plusieurs hôtels particuliers des XVIIIe et XIXe siècles.
- Bibliothèque Albert-Legendre.